# Croz
Croz is het vierde soloalbum van de Amerikaanse zanger David Crosby. Het werd in januari 2014 uitgebracht.

## Achtergrond
Crosby werkte voor het album veel samen met James Raymond, een zoon die hij in 1962 voor adoptie opgaf. Een andere zoon van Crosby, genaamd Django, fotografeerde zijn vader voor de albumhoes. Crosby en Raymond werden aan het einde van de jaren negentig herenigd en vormden met Jeff Pevar de band CPR. Het tweetal werkte tweeënhalf jaar lang aan het album. De muziek werd onder meer opgenomen in Raymonds studio Bamboom Room in zijn garage in Altadena en ook in de studio van Jackson Browne in Santa Monica.
Zijn vorige studioalbum als soloartiest, Thousand Roads (1993), werd ruim twintig jaar geleden uitgegeven. Blue Castle Records, het platenlabel dat Crosby in 2011 samen met Graham Nash oprichtte, bracht Croz op 28 januari 2014 uit op cd en elpee en als download via iTunes. Alle liedjes waren reeds een week van tevoren te beluisteren via de website van Rolling Stone, nadat ze op 9 januari als stream op de website SoundCloud waren geplaatst. Crosby begon in januari 2014 aan een tournee door de Verenigde Staten die een maand duurt en hij was ook te gast in het televisieprogramma Late Night with Jimmy Fallon.
Het album zou aanvankelijk Dangerous Night als titel krijgen.

## Musici
- David Crosby - zang, gitaar
- Todd Caldwell - elektrisch orgel (Hammond B3)
- Steve DiStanislao - drums, percussie
- Marcus Eaton - twaalfsnarige gitaar, akoestische en elektrische gitaar, elektrische sitar, zang
- Shane Fontayne - basgitaar, elektrische gitaar, percussie, zang
- Mark Knopfler - elektrische gitaar in het liedje What's Broken
- Wynton Marsalis - trompet
- Kevin McCormick - basgitaar, fretloze basgitaar
- James Raymond - piano (Fender Rhodes), synthesizer, basgitaar, zang
- Leland Sklar - basgitaar
- Steve Tavaglione - sopraansaxofoon, synthesizer, houtblazers

## Liedjes
| Nr. | Titel                 | Schrijver(s)                    | Duur |
| --- | --------------------- | ------------------------------- | ---- |
| 1.  | What's Broken         | Raymond                         | 3:48 |
| 2.  | Time I Have           | Crosby                          | 3:49 |
| 3.  | Holding on to Nothing | Crosby en Sterling Price        | 3:41 |
| 4.  | The Clearing          | Raymond                         | 4:00 |
| 5.  | Radio                 | Crosby en Raymond               | 3:45 |
| 6.  | Slice of Time         | Crosby, Marcus Eaton en Raymond | 4:16 |
| 7.  | Set That Baggage Down | Crosby en Shane Fontayne        | 4:01 |
| 8.  | If She Called         | Crosby                          | 4:59 |
| 9.  | Dangerous Night       | Crosby en Raymond               | 5:57 |
| 10. | Morning Falling       | Crosby en Raymond               | 3:41 |
| 11. | Find a Heart          | Crosby, Marcus Eaton, Raymond   | 5:06 |

## Hitnoteringen
| Hitlijst                                 | Datum van binnenkomst | Hoogste positie | Aantal weken | Opmerkingen |
| ---------------------------------------- | --------------------- | --------------- | ------------ | ----------- |
| Billboard 200 (Amerikaans)               | 15-02-2014            | 36              | 4*           |             |
| Top 100 Media Control Charts (Duitsland) | ?                     | 57              | 1            |             |
| Top 100 (Frankrijk)                      | 15-02-2014            | 106             | 1            |             |
| FIMI (Italië)                            | 27-01-2014            | 36              | 1*           |             |
| Album Top 100 (Nederlands)               | 01-02-2014            | 23              | 5*           |             |
| VG-lista Album Top 40 (Noorwegen)        | 10-02-2014            | 22              | 1            |             |
| Top 100 PROMUSICAE (Spanje)              | 09-02-2014            | 97              | 1            |             |
| Ultratop 200 Albums (Vlaanderen)         | 08-02-2014            | 20              | 4*           |             |
| Ultratop 200 Albums (Wallonië)           | 08-02-2014            | 49              | 4*           |             |